# Contracció de procés
| Tecnologia | Any   |
| ---------- | ----- |
| 10 um      | 1971  |
| 6 um       | 1974  |
| 3 um       | 1977  |
| 1,5 um     | 1982  |
| 1 um       | 1985  |
| 800 nm     | 1989  |
| 600 nm     | 1994  |
| 350 nm     | 1995  |
| 250 nm     | 1997  |
| 180 nm     | 1999  |
| 130 nm     | 2001  |
| 90 nm      | 2004  |
| 65 nm      | 2006  |
| 45 nm      | 2008  |
| 32 nm      | 2010  |
| 22 nm      | 2012  |
| 14 nm      | 2014  |
| 10 nm      | 2017  |
| 7 nm       | 2018  |
| 5 nm       | 2019  |
| 3 nm       | ~2021 |
| 2 nm       | ~2023 |

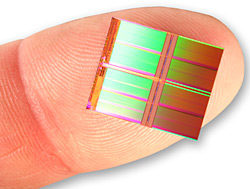

El terme contracció de matriu (de vegades retràctil òptica o contracció de procés) es refereix a l'escalat dels dispositius MOS (metall-òxid-semiconductor). L'acte de reduir un dau (circuit integrat) crea un circuit una mica idèntic utilitzant un procés de fabricació més avançat, que normalment implica un avanç de nodes litogràfics. Això redueix els costos globals per a una empresa de xips, ja que l'absència de canvis arquitectònics importants al processador redueix els costos d'investigació i desenvolupament alhora que permet que es fabriquin més matrius de processador en la mateixa peça d'oblia de silici, el que resulta en un menor cost per producte venut.
Els encongiments de matrius són la clau per reduir els preus i un major rendiment en empreses de semiconductors com Samsung, Intel, TSMC i SK Hynix, i fabricants sense fables com AMD (incloent l'antiga ATI), NVIDIA i MediaTek.

## Detalls
Alguns exemples a la dècada de 2000 inclouen la reducció d'escala del processador Emotion Engine de la PlayStation 2 de Sony i Toshiba (de 180 nm CMOS el 2000 a 90 nm CMOS el 2003), els processadors Cedar Mill Pentium 4 amb nom en codi (des de 90). CMOS nm a CMOS de 65 nm) i processadors Penryn Core 2 (a partir de 65 nm CMOS a 45 nm CMOS), els processadors Brisbane Athlon 64 X2 amb nom en codi (des de 90 nm SOI fins a 65 nm SOI), diverses generacions de GPU d'ATI i NVIDIA, i diverses generacions de RAM i xips de memòria flash de Samsung, Toshiba i SK Hynix. El gener de 2010, Intel va llançar els processadors Clarkdale Core i5 i Core i7 fabricats amb un procés de 32 nm, per sota d'un procés anterior de 45 nm utilitzat en iteracions anteriors de la microarquitectura del processador Nehalem. Intel, en particular, abans es va centrar a aprofitar els encongiments de matrius per millorar el rendiment del producte amb una cadència regular mitjançant el seu model Tick-Tock. En aquest model de negoci, cada nova microarquitectura (tock) va seguida d'una matriu retràctil (tick) per millorar el rendiment amb la mateixa microarquitectura.
Els encongiments de matriu són beneficiosos per als usuaris finals, ja que la contracció d'una matriu redueix el corrent utilitzat per cada transistor que s'encén o s'apaga en dispositius semiconductors mantenint la mateixa freqüència de rellotge d'un xip, fent un producte amb menys consum d'energia (i, per tant, menys producció de calor), major marge de velocitat de rellotge i preus més baixos. Atès que el cost de fabricar una oblia de silici de 200 mm o 300 mm és proporcional al nombre de passos de fabricació i no proporcional al nombre d'encenalls de l'oblia, els encongiments de matriu apliquen més fitxes a cada oblia, la qual cosa comporta una reducció dels costos de fabricació per xip.

## Mitja contracció
En les fabricacions de CPU, una contracció de matriu sempre implica un avanç a un node litogràfic tal com el defineix ITRS (vegeu la llista). Per a la fabricació de GPU i SoC, la contracció de la matriu sovint implica la reducció de la matriu en un node no definit per l'ITRS, per exemple, el 150 nm, 110 nm, 80 nm, 55 nm, 40 nm i més actualment 8 nm nodes, de vegades coneguts com a "mitges nodes". Es tracta d'una aturada entre dos nodes litogràfics definits per ITRS (així s'anomena "reducció de mig node") abans que es produeixi una reducció addicional als nodes definits per ITRS inferiors, cosa que ajuda a estalviar costos addicionals d'R+D. L'elecció de realitzar contraccions de matriu a nodes complets o a mig nodes correspon a la foneria i no al dissenyador de circuits integrats.
| Node principal ITRS | Mig node |
| ------------------- | -------- |
| 250 nm              | 220 nm   |
| 180 nm              | 150 nm   |
| 130 nm              | 110 nm   |
| 90 nm               | 80 nm    |
| 65 nm               | 55 nm    |
| 45 nm               | 40 nm    |
| 32 nm               | 28 nm    |
| 22 nm               | 20 nm    |
| 14 nm               | 12 nm    |
| 10 nm               | 8 nm     |
| 7 nm                | 6 nm     |
| 5 nm                | 4 nm     |
| 3 nm                |          |